# Principio di Maupertuis
Il principio di Maupertuis generalizza il principio di Fermat affermando che in un sistema scleronomo l'azione ridotta è stazionaria:
{\displaystyle \delta {\mathcal {P}}=0}
dove la variazione va intesa come compatibile ai vincoli del sistema, cioè deve essere una variazione reale del moto, tra due istanti successivi. Questa particolarità rende il principio di minima azione diverso sostanzialmente dal più generale principio di Hamilton che invece prende in considerazione variazioni dello spostamento virtuali, cioè non necessariamente reali. In questo caso infatti non si parla di avere un moto in cui il tempo tra {\displaystyle t_{1},t_{2}} sia costante e le variazioni delle coordinate generalizzate si annullino, ma che l'Hamiltoniana sia costante e le variazioni delle coordinate generalizzate si annullino e ciò presuppone che i tempi agli estremi varino.

## Storia
Maupertuis, appartenendo alla corrente leibniziana lo individuò generalizzando il principio di Fermat nell'intento di trovare un'alternativa alle leggi della dinamica di Newton viste come insufficienti poiché portavano secondo l'inglese ad un universo costituito da un moto casuale di particelle che interagiscono secondo la sola legge di gravità, che non spiegava la presenza di strutture organizzate e della vita nell'universo e più razionale del continuo intervento dell'Orologiaio creatore dell'universo ipotizzato da Leibniz.
Tutta la questione nacque dallo studio della propagazione della luce, noto sin dall'antichità, sviluppato poi nel Medioevo con la formulazione della legge di riflessione e ampliato nel Seicento con la legge di rifrazione.

Intervenne infatti in proposito il 15 aprile 1744 all'Académie Royale des Sciences di Parigi, affrontando il problema da un punto di vista finalistico, seppur in aperto contrasto con Fermat: sostenne che le ipotesi formulate dai suoi predecessori non avevano individuato correttamente la quantità che la natura rendeva minima, che non era sicuramente né il tempo e nemmeno l'energia cinetica di Leibniz, ma semmai il suo integrale temporale, detta da lui appunto azione. La luce sceglie quindi « una via che ha il vantaggio più reale. Il cammino che essa segue è quello per il quale la quantità d'azione è minima ».. Pubblicò l'anno stesso la forma generale del suo principio:
(Maupertuis, Principio della minima quantità d'azione per la meccanica, 1744.)

## Dimostrazione
Il tempo non è più costante come secondo il principio di Fermat, quindi la dimostrazione deve prendere in considerazione la sua variazione. Pensiamo allora ad un sistema descritto per mezzo del vettore delle coordinate generalizzate {\displaystyle \mathbf {q} } che rappresentano un punto nello spazio delle configurazioni. La traiettoria di questo punto non rappresenta il moto reale del sistema, ma la variazione delle coordinate generalizzate per ogni istante di tempo.
Il nostro scopo è prendere tutte queste curve del sistema tra due istanti di tempo, che abbiano la caratteristica di avere per integrale primo l'hamiltoniana {\displaystyle {\mathcal {H}}}. Si vede subito che l'azione ridotta vale, per la definizione di hamiltoniana:
{\displaystyle {\mathcal {P}}=\int _{t_{1}}^{t_{2}}{\mathcal {L}}+{\mathcal {H}}\ \mathrm {d} t=\int _{t_{1}}^{t_{2}}{\mathcal {L}}\ \mathrm {d} t+{\mathcal {H}}\int _{t_{1}}^{t_{2}}\mathrm {d} t}
dove {\displaystyle {\mathcal {L}}} è la lagrangiana e l'ultimo passaggio è chiaramente valido perché {\displaystyle {\mathcal {H}}} è integrale primo del moto. La variazione dell'azione è dunque:
{\displaystyle \delta {\mathcal {P}}=\delta \int _{t_{1}}^{t_{2}}{\mathcal {L}}\ \mathrm {d} t+{\mathcal {H}}\,\left[t\right]_{t_{1}}^{t_{2}}}
Ora dovremmo sviluppare l'integrale con la lagrangiana, che è composta da una componente dovuta alla variazione virtuale delle coordinate generalizzate e da una componente dovuta alla dipendenza dal tempo. Utilizzando le equazioni di Lagrange si ottiene:
{\displaystyle \delta \int _{t_{1}}^{t_{2}}{\mathcal {L}}\ \mathrm {d} t=-\mathbf {p} \cdot {\dot {\mathbf {q} }}\,\left[t\right]_{t_{1}}^{t_{2}}+{\mathcal {L}}\ \left[t\right]_{t_{1}}^{t_{2}}}
Così la variazione dell'azione diventa:
{\displaystyle \delta {\mathcal {P}}=\left(-\mathbf {p} \cdot {\dot {\mathbf {q} }}+{\mathcal {L}}+{\mathcal {H}}\right)\left[t\right]_{t_{1}}^{t_{2}}=0}
per la definizione stessa dell'hamiltoniana.

## Sistema scleronomo isolato
Se sul sistema non agiscono forze esterne il principio si riduce a:
{\displaystyle \delta t=0}
tra tutte le traiettorie con stessi punti estremi in cui si conserva l'energia (cinetica perché non c'è potenziale) il sistema percorre quella per cui il tempo è minimo.